# Gibraltars vapen
Gibraltars vapen var först beviljade av kunglig hovleverantör i Toledo den 10 juli 1502s av den spanska drottningen Isabella I under spanska perioden. Den statsvapen symbolernas en tre torns röd borg med en guld nyckel, symboler för det strategiska läget.